# Anastrepha benjamini
Anastrepha benjamini
 es una especie de insecto díptero que Lima describió científicamente por primera vez en 1938.
Esta especie pertenece al género Anastrepha de la familia Tephritidae.